# 1999년 한국시리즈
BUY KOREA배 1999년 프로야구 한국시리즈는 10월 22일부터 29일까지 모두 5차전을 벌인 결과, 한화 이글스가 롯데 자이언츠를 4승 1패로 누르고 창단 이래 첫 우승을 차지하였다. 한국시리즈 MVP로는 1승 3세이브를 기록한 한화의 구대성 선수가 차지했다.

## 정규 시즌
| 순위 | 구단 | 승 | 무 | 패 | 승률  |
| ---- | ---- | -- | -- | -- | ----- |
| 1위  | 두산 | 76 | 5  | 51 | 0.598 |
| 2위  | 롯데 | 75 | 5  | 52 | 0.591 |
| 3위  | 현대 | 68 | 5  | 59 | 0.535 |
| 4위  | 해태 | 60 | 3  | 69 | 0.465 |

| 순위 | 구단   | 승 | 무 | 패 | 승률  |
| ---- | ------ | -- | -- | -- | ----- |
| 1위  | 삼성   | 73 | 2  | 57 | 0.562 |
| 2위  | 한화   | 72 | 2  | 58 | 0.554 |
| 3위  | LG     | 61 | 1  | 70 | 0.466 |
| 4위  | 쌍방울 | 28 | 7  | 97 | 0.224 |

## 플레이오프 결과
|            | 승리팀                  | 경기 결과 | 상대팀                  |
| ---------- | ----------------------- | --------- | ----------------------- |
| 플레이오프 | 한화 이글스(매직 2위)   | 4 - 0 - 0 | 두산 베어스(드림 1위)   |
| 플레이오프 | 롯데 자이언츠(드림 2위) | 4 - 0 - 3 | 삼성 라이온즈(매직 1위) |

1999년부터 새로이 양대리그가 출범함에 따라, 각 리그 1·2위 팀이 상대 리그의 1·2위와 교차로 플레이오프를 치르게 되었다. 매직리그 2위인 한화 이글스는 드림리그 1위인 두산 베어스를 맞이하여 4전 전승으로 한국시리즈에 진출하였다. 드림리그 2위인 롯데 자이언츠는 매직리그 1위인 삼성 라이온즈와의 대결에서 7차전까지 가는 접전끝에 4승 3패로 한국시리즈에 진출하였다.

## 출전자 명단

### 한화 이글스
- 감독 - 이희수
- 코치 - 유승안, 계형철, 정구선, 손상득, 이정훈, 황병일
- 투수 - 이상목, 홍우태, 구대성, 이상군, 이상열, 송진우, 김경원, 임창식, 한용덕, 정민철
- 포수 - 조경택, 김충민
- 내야수 - 허준, 임수민, 백재호, 김승권, 강석천, 로마이어, 장종훈
- 외야수 - 임주택, 송지만, 데이비스, 최익성, 이영우, 심재윤

### 롯데 자이언츠
- 감독 - 김명성
- 코치 - 권두조, 정현발, 박영태, 양상문, 한문연, 한영준
- 투수 - 김태석, 가득염, 염종석, 문동환, 주형광, 강상수, 박보현, 박석진, 손민한, 기론
- 포수 - 강성우, 임수혁, 최기문
- 내야수 - 공필성, 박정태, 마해영, 김민재, 박현승
- 외야수 - 김응국, 박종일, 조경환, 김대익, 손인호, 임재철, 호세

## 한국시리즈 경기 결과

### 1차전
10월 22일 - 사직야구장

| 팀 | 1 | 2 | 3 | 4 | 5 | 6 | 7 | 8 | 9 | R | H | E |
| 한화 이글스 | 0 | 0 | 0 | 2 | 0 | 3 | 1 | 0 | 0 | 6 | - | - |
| 롯데 자이언츠 | 0 | 0 | 0 | 0 | 3 | 0 | 0 | 0 | 0 | 3 | - | - |
| 승리 투수: 정민철 패전 투수: 염종석 세이브: 구대성 홈런: 한화 – 백재호(6회 1점), 최익성(6회 2점) 롯데 – 김응국(5회 1점), 호세(5회 2점) |   |   |   |   |   |   |   |   |   |   |   |   |

- 시구 : 김명석 (시각장애인, 부산장우신용협동조합)
- 한화 최익성, 한국시리즈 4번째 대타 홈런

한화는 정민철, 롯데는 박보현이 선발로 나섰고 한화가 4회초 2점을 먼저 얻어 앞서나갔다. 롯데는 5회말 김응국의 솔로 홈런과 호세의 투런 홈런으로 역전하였으나, 한화는 6회초 백재호의 솔로 홈런과 대타로 나온 최익성의 투런 홈런으로 역전하였고, 7회초 1점을 더 보태 1차전을 승리로 장식하였다. 정민철은 5.1이닝 3실점으로 막았고, 구대성이 3.2이닝 무실점으로 세이브를 기록하였다.

### 2차전
10월 23일 - 사직야구장
| 팀                                                                              | 1 | 2 | 3 | 4 | 5 | 6 | 7 | 8 | 9 | R | H | E |
| 한화 이글스                                                                     | 1 | 1 | 0 | 2 | 0 | 0 | 0 | 0 | 0 | 4 | - | - |
| 롯데 자이언츠                                                                   | 0 | 0 | 0 | 0 | 1 | 0 | 0 | 2 | 0 | 3 | - | - |
| 승리 투수: 송진우 패전 투수: 문동환 세이브: 구대성 홈런: 한화 – 조경택(2회 1점) |   |   |   |   |   |   |   |   |   |   |   |   |

- 시구: 셰린 기론 (에밀리아노 기론의 아내)

### 3차전
10월 25일 - 대전한화생명이글스파크
| 팀                                | 1 | 2 | 3 | 4 | 5 | 6 | 7 | 8 | 9 | 10 | R | H | E |
| 롯데 자이언츠                     | 0 | 1 | 0 | 0 | 1 | 0 | 0 | 0 | 0 | 1  | 3 | - | - |
| 한화 이글스                       | 0 | 0 | 0 | 0 | 0 | 0 | 2 | 0 | 0 | 0  | 2 | - | - |
| 승리 투수: 기론 패전 투수: 구대성 |   |   |   |   |   |   |   |   |   |    |   |   |   |

- 시구 : 방송인 남희석 (SBS '남희석 이휘재의 멋진만남' MC)

### 4차전
10월 26일 - 대전한화생명이글스파크
| 팀                                                 | 1 | 2 | 3 | 4 | 5 | 6 | 7 | 8 | 9 | R | H | E |
| 롯데 자이언츠                                      | 0 | 0 | 0 | 0 | 1 | 0 | 0 | 0 | 0 | 1 | - | - |
| 한화 이글스                                        | 0 | 0 | 0 | 0 | 0 | 2 | 0 | 0 | X | 2 | - | - |
| 승리 투수: 정민철 패전 투수: 주형광 세이브: 구대성 |   |   |   |   |   |   |   |   |   |   |   |   |

- 시구 : 추세웅 (대전 유천초등학교 야구부)

한화는 정민철이 1차전에 이어 두번째로 선발로 나왔고, 롯데는 주형광이 선발로 나왔다. 롯데가 5회초 공필성의 적시타로 먼저 선취점을 올렸다. 한화는 6회말 제이 데이비스의 1타점 2루타로 동점을 얻었고, 계속되는 1사만루찬스에서 장종훈의 희생플라이로 역전에 성공시켰고, 이후 양팀 득점없이 한화가 시리즈에서 3승을 먼저하며 창단 첫 한국시리즈 우승까지 1승만을 남겨뒀다. 한화 정민철이 7.2이닝 1실점으로 막아 시리즈 2승을 하였고 구대성은 시리즈 3세이브를 기록하였다.

### 5차전
10월 29일 - 서울종합운동장 야구장
| 팀                                  | 1 | 2 | 3 | 4 | 5 | 6 | 7 | 8 | 9 | R | H | E |
| 한화 이글스                         | 0 | 0 | 2 | 0 | 0 | 0 | 0 | 0 | 2 | 4 | - | - |
| 롯데 자이언츠                       | 0 | 1 | 0 | 0 | 0 | 2 | 0 | 0 | 0 | 3 | - | - |
| 승리 투수: 구대성 패전 투수: 손민한 |   |   |   |   |   |   |   |   |   |   |   |   |

- 시구 : 홍완순 (현대증권 대표이사)

## 방송 중계

### TV
| 방송 채널 | 캐스터(한국시리즈 차전) | 해설위원 | 비고  |
| --------- | ----------------------- | -------- | ----- |
| KBS 2TV   | 표영준(2·5)             | 하일성   | [ 2 ] |
| MBC TV    | 양진수(1·4)             | 허구연   |       |
| SBS TV    | 유협(3)                 | 김소식   |       |

### 라디오
| 방송 채널     | 캐스터(한국시리즈 차전) | 해설위원 | 비고 |
| ------------- | ----------------------- | -------- | ---- |
| KBS 제2라디오 | 김재영(1), 유수호(3·4)  | 이광권   |      |